# 黎坝镇
黎坝镇，是中华人民共和国陕西省汉中市镇巴县下辖的一个乡镇级行政单位。

## 行政区划
黎坝镇下辖以下地区：
春生村、梨子坝村、关门村、杨坪村、坪垭村、紫荆村、柳营村、王家坪村和长柏村。